# روابط ارمنستان و کانادا
روابط دیپلماتیک بین ارمنستان و کانادا وجود دارد. هر دو کشور عضو سازمان بین‌المللی فرانکوفونی و سازمان ملل هستند.

## تاریخچه
کانادا بلافاصله پس از جدایی ارمنستان از اتحاد جماهیر شوروی در سال ۱۹۹۱ این کشور را به رسمیت شناخت. در سال ۱۹۹۲، ارمنستان و کانادا به‌طور رسمی روابط دیپلماتیک برقرار کردند.
در اکتبر ۲۰۲۳، کانادا اولین سفارت مقیم خود را در ایروان افتتاح کرد. در اکتبر ۲۰۱۸، جاستین ترودو، نخست‌وزیر کانادا، برای شرکت در هفدهمین اجلاس سران سازمان بین‌المللی فرانکفونی، به ارمنستان سفر کرد. در طول این سفر، نخست‌وزیر ترودو با رئیس‌جمهور ارمنستان، آرمن سارکیسیان، و نخست‌وزیر نیکول پاشینیان ملاقات کرد تا روابط دو کشور را تقویت کنند.
رئیس مجلس ملی ارمنستان، آلن سیمونیان، در تاریخ ۵ دسامبر از استیفان دیون، فرستاده ویژه کانادا به اتحادیه اروپا، اروپا و ارمنستان استقبال کرد. طبق اعلام مجلس، در این دیدار، طرفین مسائل مختلف مربوط به روابط ارمنستان و کانادا را مورد بحث قرار دادند. در این زمینه، گفتگوها بر روی برنامه‌های مشترک با مرکز پارلمانی کانادا تأکید داشت که در چارچوب آن، تبادل تجربیات میان پارلمان‌های ارمنستان و کانادا انجام می‌شود و همکاری گسترده‌ای بین کارکنان پارلمان‌های دو کشور برقرار می‌شود. همچنین در این دیدار به تحولات منطقه‌ای، مسئله پیمان صلح و دیگر مسائل دوجانبه نیز اشاره شد.
نخست‌وزیر پاشینیان از سفر استیفان دیون به ارمنستان استقبال کرد و نقش وی را در توسعه مستمر روابط ارمنستان و کانادا مهم دانست. نیکول پاشینیان تأکید کرد که گسترش روابط با کانادا در زمینه‌های مختلف و حمایت این کشور از اصلاحات دموکراتیک در ارمنستان اهمیت زیادی دارد. نخست‌وزیر ارمنستان خاطرنشان کرد که اصلاحات در سیستم مدیریت عمومی، توسعه ظرفیت‌های نهادی و اجرای اصلاحات در حوزه قضائی و حقوقی برای دولت جمهوری ارمنستان از اهمیت استراتژیک برخوردار است.
استیفان دیون اعلام کرد که کانادا از اقدامات دولت ارمنستان در زمینه حفاظت از حقوق بشر، تقویت دموکراسی و اجرای اصلاحات در دیگر حوزه‌ها حمایت می‌کند و آماده است تا به حمایت از ارمنستان ادامه دهد. به گفته فرستاده ویژه نخست‌وزیر کانادا، افتتاح سفارت کانادا در ارمنستان به توسعه همکاری‌های دوجانبه در زمینه‌های اقتصاد، فناوری‌های نوین، آموزش و فرهنگ کمک خواهد کرد.
طرفین همچنین دربارهٔ اجرای پروژه‌های مشترک در حوزه‌های مختلف بحث و تبادل نظر کردند. آن‌ها همچنین نظرات خود را دربارهٔ آخرین تحولات مربوط به پیمان صلح ارمنستان و آذربایجان به اشتراک گذاشتند. در این زمینه، نخست‌وزیر پاشینیان مواضع طرف ارمنستانی را در مورد مسائل مختلف مطرح کرد و استیفان دیون بر حمایت کانادا از تلاش‌های صلح دولت ارمنستان تأکید کرد.
کانادا در حال افزایش نفوذ دیپلماتیک خود در قفقاز است و این امر به دلیل ملاحظات سیاست داخلی و خارجی کانادا، این کشور را به مرکز توجه در مناقشه قره‌باغ تبدیل کرده است. علاقه کانادا به امنیت قفقاز جنوبی به نظر می‌رسد که مرتبط با یک نزاع دیپلماتیک جاری با ترکیه باشد. مقامات کانادایی تصمیم خود را برای پیوستن به مأموریت نظارتی اتحادیه اروپا تنها چند روز پس از اجلاس سالانه ناتو در لیتوانی اعلام کردند، جایی که گزارش شده است که کانادا دوباره مذاکرات خود را با ترکیه دربارهٔ صادرات فناوری دفاعی کانادا از سر گرفته است.
در جنگ قره‌باغ در سال ۲۰۲۰، پهپادها نقش مهمی در کمک به آذربایجان برای بازپس‌گیری بخش‌های وسیعی از سرزمین‌ها ایفا کردند. در این جنگ، نیروهای ارمنی پهپاد ترکیه‌ای TB2 Bayraktar را سرنگون کردند که به گفته نخست‌وزیر ارمنستان، نیکول پاشینیان، «واحد اپتیک فوق‌مدرن ساخته‌شده در کانادا» به آن تجهیز شده بود. این قطعه همان سیستم هدف‌گیری MX-15D بود که توسط تولیدکننده دفاعی کانادا L3 Harris Wescam ساخته شده بود.
کانادا امیدوار است که با پیوستن به این مأموریت نظارت بر مرزها در ارمنستان، بتواند از هر گونه پیامد سیاسی احتمالی مربوط به لغو تحریم‌ها جلوگیری کند. دولت نخست‌وزیر جاستین ترودو نمی‌خواهد با حفظ تحریم‌ها، برای ناتو مشکل ایجاد کند، اما در عین حال نمی‌خواهد جامعه ارمنی داخلی را که تأثیرگذار است، از دست بدهد. این تغییرات نشان می‌دهند که کانادا در حال توازن بین سیاست‌های داخلی و روابط بین‌المللی خود است، و ممکن است تصمیم به لغو تحریم‌ها همراه با کنترل‌های صادراتی خاصی گرفته شود.

## تجارت
در سال ۲۰۲۰، کل تجارت بین دو کشور بالغ بر ۲۵٫۲ میلیون دلار آمریکا بود. صادرات اصلی ارمنستان عبارتند از: فلزات و سنگ‌های گرانبها و محصولات نساجی. صادرات اصلی کانادا عبارتند از: محصولات غذایی، ماشین آلات و تجهیزات و محصولات شیمیایی.

## نسل‌کشی ارمنی‌ها
در سال ۲۰۰۶ کانادا به‌طور رسمی نسل‌کشی ارامنه را به رسمیت شناخت.

## توافقنامه‌ها
در طول سال‌ها، هر دو کشور توافقنامه‌های دوجانبه‌ای را امضا کرده‌اند، مانند توافقنامه تجارت و بازرگانی (۱۹۹۹). موافقتنامه ترویج و حمایت از سرمایه‌گذاری (۱۹۹۹) و موافقتنامه در مورد اجتناب از مالیات مضاعف و جلوگیری از فرار مالی با توجه به مالیات بر درآمد و سرمایه (1999).

## نمایندگی‌های دیپلماتیک
ارمنستان در اتاوا سفارت دارد. کانادا دارای یک سفارت و یک کنسولگری افتخاری در ایروان است.